# Cap Trafalgar
A Cap Trafalgar a Hamburg-Süd hajótársaság egyik utasszállító óceánjárója volt, mely röviddel az első világháború előtt állt szolgálatba és a háborúban segédcirkálóként került alkalmazásra. Nevét a testvérhajóihoz hasonlóan a Dél-Amerikába vezető tengeri út mentén lévő egyik fok után kapta.
A háborúban rövid és sikertelen kereskedelmi háborúját követően a Brazíliához tartozó Trindade (Trinidad) sziget közelében tűzpárbajt vívott a brit Carmania segédcirkálóval. Az ütközetben mindkét hajó súlyosan megsérült és feladni kényszerült a harcot. A Cap Trafalgar röviddel a harc után a vízbetörések miatt jobb oldalára dőlve elsüllyedt. A harcban és a hajó elsüllyedésekor 15 fő vesztette életét. Ez volt az első és egyben utolsó olyan összecsapás a tengeri háborúk történetében, melyet két felfegyverzett óceánjáró vívott egymással.

## Békeidőben
A hajót 1913 júliusában az AG Vulcan hamburgi hajógyárában bocsátották vízre. A teljes hosszúsága 186 m, szélessége 22 m, merülése 8,5 m volt. A két szélső hajócsavart két négyhengeres, háromszoros expanziójú gőzgép, míg az általuk felhasznált alacsony nyomású gőzzel táplált turbina a középső hajócsavart forgatta meg. A hajtóművek által előállított 15 000 le teljesítménynek köszönhetően 17 csomós sebességgel volt képes haladni. A háború kitöréséig hátralévő pár hónapban Hamburg és dél-amerikai nagyvárosok között közlekedett menetrendszerűen. Első útját 1914. március 10-én kezdte meg. Ekkor a fedélzetén utazott magánszemélyként Dél-Amerikába Henrik herceg, Vilmos császár öccse.

## Segédcirkálóként a háborúban

### Kifutási nehézségek Dél-Amerikában
A világháború kitörésekor a Cap Trafalgar Dél-Amerikában tartózkodott. A Buenos Airesben horgonyzó hajót augusztus 15-én a Császári Haditengerészet rekvirálta, hogy segédcirkálóként alkalmazhassa. Az argentin fővárosban a hajó szénnel és ellátmánnyal való teljes feltöltését nem lehetett megoldani a hatóságok barátságtalan hozzáállása miatt. A szénvételezést megtagadták és a vámhatóság több alkalommal is átkutatta a hajót fegyverek után. A Cap Trafalgaron lévő állítólagos fegyverektől olyan nagy volt a félelem, hogy a francia Lutetia gőzhajó nem mert kifutni a kikötőből.
Emiatt a Cap Trafalgar augusztus 18-án áthajózott Montevideóba, ahol másnap hozzáláttak a szénkészleteinek feltöltéséhez. Ez a viharos időjárás miatt négy napot vett igénybe. Személyzetének minden a háborús feladatokhoz nélkülözhető tagját Montevideóban kihajózták, ugyanakkor újabb fűtők és tartalékosok csatlakoztak a kikötőben lévő többi német kereskedelmi hajó fedélzetéről. A hajón lévők létszámát úgy korlátozták, hogy az Afrika felől várt és a felfegyverzéséhez kiszemelt Eber ágyúnaszád később teljes legénységét átadva töltse fel teljesen.
Augusztus 23-ika éjjelén hagyta el a montevideói révet teljesen elsötétítve 4780 t szénnel a raktáraiban. Az asztaloktól, székektől egyéb felszerelésektől az uruguayi fővárosban sem szabadult meg, mivel nem akartak gyanút kelteni ezek kirakodásával. Montevideo elhagyása után azonnal hozzáláttak a hajó megjelenésének megváltoztatásához, aminek első lépéseként eltávolították a harmadik (ál)kéményt, mely eddig is csak a szellőzést szolgálta illetve a kinézetet javította. (Az utasok szemében a több kémény a nagyobb biztonság jelképe volt az utasszállítók esetén.) A maradék valódi két kéményt és a felépítményt álcázásként átfestették az Anglia és Dél-Afrika közötti járatokat üzemeltető Union Castle hajótársaságnál használt mintára.
A kikötő előtt vélt blokádon sikeresen átjutva öt nap múlva, augusztus 28-án ért a Brazíliához tartozó Trindade (Trinidad) szigethez 3530 t szénnel a raktáraiban.

### Felfegyverzése

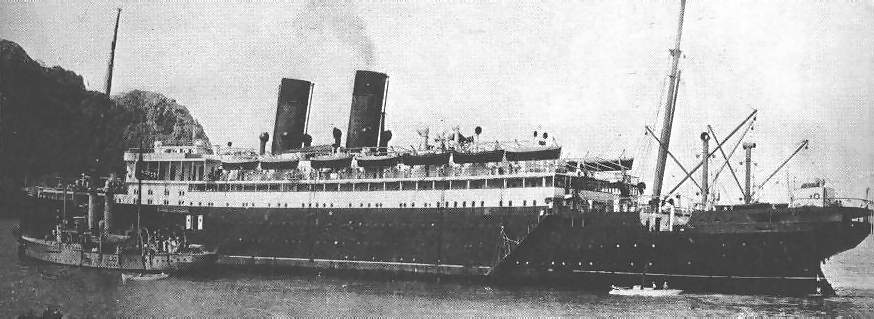
A Cap Trafalgar felfegyverzése az Eber ágyúnaszád (bal oldalt) által a Trindade szigetnél

A szigetnél a Steiermark HAPAG-gőzössel és az Eber ágyúnaszáddal találkozott és itt hozzáláttak a felfegyverzéséhez. A Cap Trafalgaron eddig tartózkodó 191 fő mellé az ágyúnaszádról 127 fő (közte 9 tiszt) szállt át és a Pontosról is érkezett egy legénységi tag, így összesen 319 ember volt a fedélzetén. A parancsnoka az ágyúnaszád eddigi parancsnoka, Julius Wirth korvettkapitány lett. Az óceánjáró civil kapitányának, Fritz Langhansnak az ő kérésére el kellett hagynia a hajója fedélzetét és ezután az Eleonore Woermannra szállt át.
Az óceánjáró az Eber fegyverzetéből előbb a hátsó 10,5 cm-es lövegét vette át, majd miután ezt teljesen harckész állapotba hozták, hozzáláttak a másik löveg áttelepítésének is. Így a hajók folyamatosan rendelkeztek egy bevethető ágyúval szükség esetére. A lövegek áthelyezése súlyos nehézségekkel járt, mivel az óceánjáró fedélzete alatt négy lövegalépítmény volt elhelyezve, ezek azonban 15 cm-es lövegek felszereléséhez voltak méretezve, ezért új lyukakat kellett fúrni a 10,5 cm-es ágyúk talpazatának. Ezt a munkát megfelelő célszerszámok hiányában éjjel és nappal megfeszített munkával sikerült elvégezni. Az elülső löveget a hajó bal oldalán, a hátulsót a jobb oldalán helyezték el, így minden irányba legalább az egyikkel tudtak lőni. Az óceánjáróra szerelték fel az Eber keresőfényeit is, valamint a hat 3,7 cm-es revolverágyúját, melyeket kétoldalt, kettőt-kettőt az első kémény előtti, egyet-egyet a hátsó kémény mögötti részen helyeztek el. Miután augusztus 31-én a második 10,5 cm-es löveg átvételével is végeztek, az Ebert kivonták a szolgálatból, az eddig a haditengerészeti lajstromban (Hilfskreuzer B) névvel szereplő óceánjárót pedig – immár SMS Cap Trafalgar megjelöléssel – szolgálatba állították, mint hadihajót.
Az Eberrel ezután Bünte hadnagy kereskedelmi lobogó alatt és a leüresített St. Lucia gőzös kíséretében Bahiába indult. A Cap Trafalgar mellé három ellátóhajó lett beosztva: az amerikai Berwind és a német Pontos illetve Eleonore Woermann szénszállítók. Ezekről 4000 tonnára sikerült kiegészítenie a szénkészletét. A Cap Trafalgarnak ezután cirkálóháborút folytatva az ellenséges kereskedelmet kellett zavarnia.

### A kereskedelmi háborújának meghiúsulása
Mivel már a Dresden is megfordult a szigetnél korábban, Wirthnek Trindade túl kockázatos helyszínnek tűnt az újabb szénvételezéshez. Ezért a Rocas-atollhoz tervezett továbbmenni és ott egy újabb szénszállítót magához venni, hogy aztán egy biztonságosnak tűnő öbölben vételezzen újra szenet a brazil partok mentén. Ezután előbb Dél-Amerika keleti partja mentén a Río de la Plata előtt tervezett kereskedelmi háborút folytatni, majd a vadászterületét az afrikai partokhoz áthelyezni. Szeptember 9-én azonban visszafordult, mivel az előző napokban Rocas közeléből négy brit cirkáló rádiójeleit fogta valamint azért, mert a Karlsruhe rádiójelzéseiből úgy tűnt, az ide rendelt szénszállítókra mind igényt tart. Ellenben olyan rádióüzeneteket is fogott, miszerint az Ebernburg és a Prussia szénszállítók szeptember 5-én elhagyták Rio de Janeirót és Trindade szigetéhez tartanak. (Előbbit a Kronprinz Wilhelm vette magához, utóbbi pedig az elsüllyesztéséig nem találkozott a Cap Trafalgarral.) A Cap Trafalgar szeptember 13-án este ismét kikötött a Trindade szigetnél, ahol az Eleonore Woermann, a Pontos és a Berwind vártak rá. Wirth a szénszállítókkal déli irányba elhajózva kívánta volna a szénkészleteit feltölteni, de az Eleonore Woermann és a Pontos arról számolt be, hogy a csekély hullámzás miatt a szigetnél (annak szélárnyékos nyugati felénél) kedvezőek a feltételek a szén gyors átrakodásához. Wirth ennek hatására megváltoztatta szándékát és úgy döntött, másnap reggel a Pontos mellé beállva annyi szenet vesz át, amennyit csak tud és legkésőbb délután elhagyja a helyszínt.
Másnap ennek megfelelően hozzáláttak a szénvételezéshez, de a közben felerősödő hullámzás már jelentős nehézségeket okozott. A hajó szélső szénraktárait csak oldalról, a hajó oldalán elhelyezett ajtókon át lehetett volna feltölteni, de ezek használatát a hullámzás nem tette lehetővé, így csak az elülső fedélzeti nyíláson át lehetett kiegészíteni az ottani raktárakat, ami nagyon lassan haladt és a hajókat egymás mellett tartó kötelek is gyakran elszakadtak. A feltöltés felgyorsításához a fedélzet egyes részeinek burkolatát is fel tervezték bontani, de erre már nem került sor.

### A trinidadi ütközet

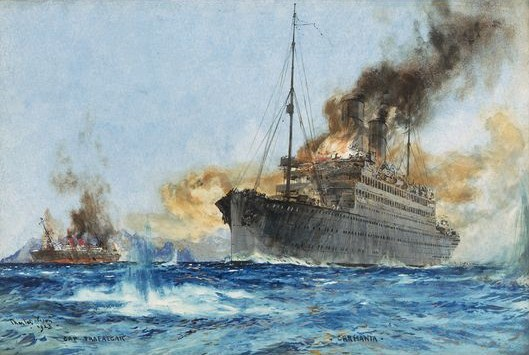
A Cap Trafalgar süllyedőben
(Charles Dixon festménye)

A Trindade-nál gyülekező német szénszállítók élénk (és felesleges) rádióforgalmára felfigyeltek a britek és a Christopher Cradock tengernagy hajórajához erősítésként küldött Carmania segédcirkálót utasították, hogy délnek tartó útja során keresse fel a szigetet. Ez az óceánjáró békeidőben a Cunard hajótársaság szolgálatában teljesített személyszállítást Liverpool és New York között, de a háború kitörésekor Liverpoolban nyolc 12 cm-es ágyúval felszerelt segédcirkálóvá alakították át és küldték a dél-atlanti vizekre. A parancs vételezése után az elérhető legnagyobb sebességével, 16 csomóval közeledett a szigethez.
A Cap Trafalgarról 13:30-kor észlelt hajóról úgy gondolták, egy újabb német szénszállító közeledhet, ám az a rádiójelekre egy angol nyelvű kóddal válaszolt. A Cap Trafalgar ekkor felvonta a horgonyt és déli irányba elindulva felkészült az ütközetre, a vele lévő szénszállítóknak pedig szétszóródásra adott utasítást. Kódolt rádiójelzéssel 35° nyugat, 26° dél koordinátákban, észak-északnyugati menetiránnyal megadta a küszöbön álló ütközet helyszínét. A Carmania két 7600 m körüli távolságból leadott megállásra felszólító lövésére reagálva a Cap Trafalgar északi irányba fordult és felvonta a hadilobogóit, majd célzott lövéseket adott le a brit hajóra. A brit ellenfelén hamar találatokat ért el, de az egyre közelebb érve szintén kárt tudott okozni jelentősen nagyobb fegyverzetével, a 8 darab 12 cm-es ágyújával. A távolság a két hajó között egészen 1500 méterig lecsökkent és a németek revolverágyúi is bekapcsolódhattak a küzdelembe, lövedékeikkel elárasztva a Carmania fedélzetét. Amint az északkeleti irányból közelítő Carmania az északnak tartó Cap Trafalgarral egy magasságba ért, egy vargabetűt leírva déli irányra állt és a jobb oldala felé lőni képes öt ágyújával vette tűz alá a német segédcirkálót. A két hajó ekkor egy ideig már egymástól távolodva vívta a harcát, majd a Cap Trafalgar jobbra kanyarodva próbálta meg üldözőbe venni a fedélzetén tomboló tűz miatt láthatóan szorult helyzetbe került ellenfelét. A manőver miatt azonban a vízvonala felett keletkezett sérülésein át víz tódult be a géptermeibe, aminek hatására erősen megdőlt. A több súlyos sebet kapott parancsnoka elrendelte a manőverképtelenné vált hajó elhagyását és az elsüllyesztéséhez előkésztett robbanótöltetek élesítését. A legénység rendezetten, az épen maradt mentőcsónakok leengedésével hajtotta végre az evakuációt. Az Eleonore Woermann 303 túlélőt (más adatok szerint 279-et) mentett ki a vízből, 15 fő az összecsapásban és a hajó elsüllyedésekor veszítette életét, köztük Julius Wirth korvettkapitány. A kimentettekkel az Eleonore Woermann Montevideóba hajózott, ahol nagy részüket internálták.
A harcban a Carmania súlyosan megsérült és csak nagy nehézségek árán sikerült megfékezni rajta a tüzeket. A brit hajót összesen 79 találat érte és 304 repesz ütötte lyuk keletkezett rajta, a parancsnoki hídja az alatta keletkezett nagy tűz miatt teljesen megsemmisült. Végül a másnap segítségére érkező brit hadihajók kíséretében fel tudta keresni az egyik közeli brit bázist az Abrolhos-szigeteknél, később Gibraltárban javították ki a sérüléseit. A legénységéből kilencen veszítették életüket és 26 fő sebesült meg, négyen súlyosan. A Cap Trafalgar rádiójeleit vételező Kronprinz Wilhelm a súlyosan sérült brit segédcirkálóval végezhetett volna, azonban tartva attól, hogy a jelekre brit hadihajók is ide tarthatnak, nem vette üldözőbe a Carmaniát.

## Fordítás
- Ez a szócikk részben vagy egészben  a   SMS Cap Trafalgar című német Wikipédia-szócikk ezen változatának fordításán alapul.  Az eredeti cikk szerkesztőit annak laptörténete sorolja fel. Ez a jelzés csupán a megfogalmazás eredetét és a szerzői jogokat jelzi, nem szolgál a cikkben szereplő információk forrásmegjelöléseként.